# Probrachylophosaurus
Probrachylophosaurus – rodzaj dinozaura kaczodziobego znany z późnej kredy z terenu obecnych Stanów Zjednoczonych. 
Do rodzaju należy tylko jeden gatunek P. bergei, opisany w 2015 roku na podstawie znaleziska obejmującego większą część czaszki i szkieletu, odkrytego w osadach kampanu, w formacji Judith River, datowanej na 79,8–79,5 mln lat. Zaliczany jest do plemienia Brachylophosaurini, w którym wykształcił się niej grzebień kości nosowej. Budowa tego grzebienia u Probrachylophosaurus wykazuje cechy pośrednie między dwoma innymi dinozaurami kaczodziobymi: Acristavus i Brachylophosaurus, w związku z czym autorzy opisu sugerują, że Probrachylophosaurus stanowić może formę przejściową pomiędzy tymi rodzajami.